# Кировски градски округ
Кировски градски округ (рус. Городской округ Кировск) административно-територијална је јединица другог нивоа са статусом градског округа у централном делу Мурманске области, на крајњем северозападу европског дела Руске Федерације.
Административни центар округа је град Кировск.
Према проценама националне статистичке службе Русије за 2016. на територији округа живело је 29.175 становника, или у просеку око 8,1 ст/км². Удео Кировског градског округа у укупној популацији области је 3,83%.

## Географија
Кировски градски округ налази се у централном делу Мурманске области, односно у западном делу Кољског полуострва. Обухвата територију површине 3.600 км² и по том параметру налази се на 7. месту међу административним јединицама у области. Округ се граничи са територијом Ловозерског рејона на истоку и Терским рејоном на југу, на западу је Апатитски, а на северу Оленегорски градски округ.
У рељефу округа издвајају се две целине. Северни део је знатно виши и обухвата део планинског масива Хибини где надморске висине прелазе 1.000 метара. Идући ка југу надморска висина постепено опада, а сам терен постаје знатно равнији. На северистоку се налази језеро Умбозеро, на југу је Канозеро, а на западу Велики Вудјавр. Реке у северном делу округа теку према Умбозеру и припадају басену Баренцовог мора, док се остатак територије одводњава ка Белом мору преко река Белаје (која тече ка Имандри) и притока Умбе.
Административни центар округа град Кировск налази се на око 200 километара јужније од града Мурманска.
У Кировску се налази јединствени у Русији Кировски поларно-алпијски ботанички институт.

## Историја
Кировски градски округ као засебна административна јединица Мурманске области успостављен је 2. децембра 2004. године.

## Демографија и административна подела
Према подацима са пописа становништва из 2010. на територији округа живело је укупно 30.990 становника, док је према процени из 2016. ту живело 29.175 становника, или у просеку око 8,1 ст/км². Удео популације Кировског округа у укупној популацији области је 3,83%.
| 1959. | 1970. | 1979. | 1989. | 2002.  | 2010.  | 2016.   |
| ----- | ----- | ----- | ----- | ------ | ------ | ------- |
| ---   | ---   | ---   | ---   | 34.759 | 30.990 | 29.175* |

Напомена:* Према процени националне статистичке службе. 
У границама округа налази се свега три насељена места. Једино градско насеље је град Кировск, административни центар округа у ком живи готово 95% популације округа. Насеља Титан (1,442 становника) и Коашва (882 становника) немају званичан административни статус.
Према статистичким подацима са пописа 2010. основу популације у округу чинили су етнички Руси са око 93%, а најбројније мањинске заједнице су били Украјинци (2,8%) и Белоруси (2,1%).

## Привреда
Најважнија привредна делатност у округу је рударство и хемијска индустрија који обезбеђују 98% од укупно бруто дохотка округа.
У Кировску постоји истурено одељење Петербуршког рударског факултета, а недалеко од града налази се и научни центар у ком праксу стичу студенти географских факултета из разних крајева земље.